# Alexandre Krasnov
Pour les articles homonymes, voir Krasnov.
Alexandre Guennadievitch Krasnov (en russe : Александр Геннадьевич Краснов) né le 7 avril 1960 à Lebiajie, dans la région de Leningrad, est un coureur cycliste soviétique, de la décennie 1980. Coureur sur piste, où il est champion olympique et champion du monde, c'est aussi un excellent coureur routier.

## Biographie

### Sur la piste
Alexandre Krasnov, membre du club "Lokomotiv" de Leningrad se distingue sur la piste. Junior âgé de 18 ans, il est dans cette catégorie champion du monde de poursuite en équipe (1978). Il intègre l'équipe première de l'Union soviétique pour les Jeux olympiques d'été qui se tiennent en 1980 à Moscou. Il participe à la conquête de la médaille d'or en poursuite par équipes. Il ne semble pas toutefois qu'il ait participé à la finale du tournoi. Les équipiers soviétiques sont au nombre de 5 ; Alexandre Krasnov court avec l'équipe d'URSS les séries et les quarts de finale. Au cours de ces quarts de finale, disputés le 25 juillet 1980 contre l'équipe d'Australie, l'équipe soviétique composée de Viktor Manakov, Valeri Movchan, Vitali Petrakov et Alexandre Krasnov, établit un nouveau record du monde en réalisant les 4 kilomètres en 4 min 14 s 54/100. Ce record du monde n'est pas battu lors des demi-finales, ni en finale, le 26 juillet, où le quatuor soviétique composé de Manakov, Movchan, Petrakov et Vladimir Osokin triomphe de la RDA en 4 min 15 s 68/100.
En 1982, il obtient la médaille d'or au Championnat du monde de la poursuite par équipes, avec ses coéquipiers Konstantin Khrabvzov, Valeri Movchan et Sergeï Nikitenko.
Après s'être classés 5e en 1983, 3e en 1985, et 2e en 1986 les Soviétiques renouent avec le titre de Champions du monde de la Poursuite par équipes, lors des championnats de 1987. L'équipe soviétique aligne deux vétérans de 27 ans, Alexandre Krasnov et Viktor Manakov. Leurs coéquipiers sont le "jeune Viatcheslav Ekimov, et Sergeï Khmelinine. Lors de la finale de ces Championnats du monde, les 4 Soviétiques couvrent les 4 kilomètres en 4 min 12 s 51/100.

### Le "routier"
Parallèlement à cette carrière sur piste, Alexandre Krasnov se produit efficacement sur les routes au sein de l'équipe soviétique. Il accumule un certain nombre de places d'honneur, et remporte le Tour d'Italie amateurs en 1986. Il passe dans la catégorie des "professionnels" en 1990.

### Équipes
- Équipes d'URSS sur route et sur piste de 1978 à 1989.
- Équipe Lada-Ghzel en 1990, 1991.

## Palmarès sur piste
- 1977
  -  3e du championnats du monde de poursuite par équipes juniors (avec Vlatcheslav Soumarokov, Alexandre Moustavine et Viktor Manakov)
- 1978
  -  Champion du monde de poursuite par équipes juniors (avec Nikolai Kuznetzov, Viktor Manakov et Ivan Mitchenko)
  -  Champion d'URSS de poursuite par équipes[2]
- 1980
  -  Champion olympique de la poursuite par équipes avec l'URSS (avec Vladimir Osokin, Viktor Manakov, Vitali Petrakov et Valeri Movchan)[3]
- 1981
  -  Champion d'URSS de poursuite individuelle
  -  Champion d'URSS de poursuite par équipes
  -  2e du championnat du monde de la poursuite par équipes amateurs (avec Viktor Manakov, Alexandre Kulikov et Nikolai Kuznetzov)
- 1982
  -  Champion du monde de la poursuite par équipes avec l'URSS (avec Konstantin Khrabvzov, Valeri Movchan et Sergeï Nikitenko)
  - 2e du championnat d'URSS de poursuite par équipes
- 1984
  - 2e de la poursuite par équipes aux Jeux de l'Amitié (avec Marat Ganeïev, Valeri Movchan et Vassili Schpundov)
- 1985
  -  Champion d'URSS de poursuite par équipes
  -  3e du championnat du monde de la poursuite par équipes amateurs (avec Viatcheslav Ekimov, Marat Ganeïev et Vassili Schpundov)
- 1986
  -  Champion d'URSS de poursuite par équipes
  -  3e du championnat du monde de la poursuite par équipes amateurs (avec Viatcheslav Ekimov, Viktor Manakov et Gintautas Umaras)
- 1987
  -  Champion du monde de la poursuite par équipes (avec Viatcheslav Ekimov, Viktor Manakov et Sergeï Khmelinine)

## Palmarès sur route
- 1981
  - 2e étape de l'Olympia's Tour[4]
  - 3e de l'Olympia's Tour
- 1982
  - 2e de l'Olympia's Tour
- 1983
  - 2e du Tour de Suède
  - 3e du Tour du Táchira
- 1984
  - 3e et 5e étapes du Tour d'Autriche
  - 2e du Tour d'Autriche
- 1986
  - Tour d'Ialie amateurs
- 1987
  - Tour de Turquie
  - 2e étape du Tour de Belgique amateurs
  - 2e du Tour de Belgique amateurs
- 1988
  - 5e étape du Tour du Táchira
  - 3e étape du Circuit des Ardennes
  - 3e du Tour de Belgique amateurs